# Cycnidolon podicale
Cycnidolon podicale är en skalbaggsart som först beskrevs av Thomson 1867.  Cycnidolon podicale ingår i släktet Cycnidolon och familjen långhorningar.
Artens utbredningsområde är Venezuela. Inga underarter finns listade i Catalogue of Life.